# Каравани
«Каравани» (англ. Caravans) — ірано-американський пригодницький фільм 1978 року.

## Сюжет
Події фільму відбуваються в 1948 році у вигаданій країні Захарстан десь в Перській затоці. Туди в складі групи розвідки прибуває молодий співробітник американського посольства Марк Міллер. Завдання команди — знайти зниклого дипломата Еллен Джаспер, дочку сенатора Джаспера. У ході розслідування Марк розуміє, що зникла Еллен втекла від свого чоловіка і ховається тепер в племені, лідер якого — Зулффігар. Марк Міллер з'ясовує, що Зулффігар пов'язаний з бунтівниками та незаконним обігом зброї, яка призначається для військового перевороту в країні.

## У ролях
| Актор           | Роль          |
| --------------- | ------------- |
| Ентоні Квінн    | Зулффігар     |
| Майкл Сарацин   | Марк Міллер   |
| Крістофер Лі    | Сардар Хан    |
| Дженніфер О'Ніл | Еллен Джаспер |
| Джозеф Коттен   | Крендалл      |
| Бехруз Восугі   | Назрула       |
| Баррі Салліван  | Річардсон     |
| Джеремі Кемп    | доктор Смайт  |
| Дункан Квінн    | Мохеб         |